# Macaria oweni
Macaria oweni là một loài bướm đêm trong họ Geometridae.